# Вин Дизель
Вин Ди́зель (англ. Vin Diesel, настоящее имя Марк Синклер — англ. Mark Sinclair; род. 18 июля 1967) — американский актёр, кинорежиссёр, сценарист и продюсер. Основатель продюсерских компаний One Race Films, Racetrack Records, Tigon Studios. В 2002 году стал обладателем премии канала MTV в номинации «Лучшая экранная команда» за роль Доминика Торетто в фильме «Форсаж».

## Биография

### Детство
Марк Синклер родился 18 июля 1967 года в округе Аламида штата Калифорния, откуда была родом его мать Делора Шерлин Винсент (урождённая Синклер). Позднее семья переехала в Нью-Йорк. Вместе со своим братом-двойняшкой Полом Винсентом и младшими сёстрами воспитывался матерью, астрологом по профессии, и отчимом, афроамериканцем Ирвингом Винсентом — преподавателем актёрского мастерства и руководителем театра. Вин Дизель никогда не знал своего настоящего отца и не говорил о своей национальности, но подчёркивал принадлежность к разным культурам.
В 1970 году, в возрасте трёх лет, у Вина Дизеля появилось стремление к актёрской профессии. Во время посещения цирка мальчик чуть было не принял участие в выступлении труппы, но его остановила мать.

### Карьера в театре
Приход Вина Дизеля на сцену произошёл совершенно случайно. В 1974 году, когда ему было 7 лет, он вместе с бандой таких же мальчишек, как и он, решил пробраться в один из местных театров, чтобы поиграть с реквизитом. Но на сцене оказались люди, которые репетировали спектакль. Группу мальчиков увидела режиссёр. Вместо того, чтобы вызвать полицию, она подозвала ребят, дала им сценарий и заставила прочитать текст по ролям. Лучше всех получилось у Вина, поэтому режиссёр предложила ему 20 долларов за каждое выступление на сцене.
Вскоре состоялась премьера первого спектакля с участием актёра — «Дверь для динозавра». Его выступление было настолько удачным, что именно с этого момента он начал мечтать о карьере актёра. Вплоть до 17 лет он выступал на сцене театра, совершенствуя своё мастерство. Во многом этому поспособствовал его отчим.
Личная жизнь юного Вина Дизеля, в отличие от его актёрской карьеры, оказалась не совсем удачной. В детстве он был сравнительно высоким и имел худощавое телосложение. К тому же по характеру был стеснительным. Поэтому, будучи влюблённым в школе в одну из своих сверстниц, он никак не решался к ней подойти, в отличие от своего брата Пола, который был очень популярен на дискотеках. Поэтому на протяжении нескольких лет Вин Дизель усердно занимался в спортзалах.
В 1984 году, в 17 лет, будущий актёр понял, что работа в театре не принесёт ему существенных доходов. К этому времени он был уже довольно крупным и накачанным парнем, что позволило ему без всякого усилия устроиться вышибалой в ночной клуб «Туннель» на Манхэттене. Именно тогда актёр сменил своё настоящее имя на «Вин Дизель», а голову стал брить наголо. За три года работы вышибалой Вин добился успехов в личной жизни, а также успел поучаствовать в многочисленных драках.
В это же время Вин Дизель поступил в Хантерский колледж, где изучал английский язык и классическую литературу. При этом он учился писать сценарии, чтобы в будущем использовать свои таланты для написания ролей. В 1987 году он бросил учёбу в колледже и работу в клубе, и отправился из Нью-Йорка покорять Лос-Анджелес, мечтая стать звездой кино.
Актёрский талант Вина Дизеля в Голливуде тогда никто не оценил. Поэтому, побыв некоторое время без работы и накопив долги, он устроился на телевидение в качестве продавца в телемагазин. В течение года работы Вин Дизель хорошо зарекомендовал себя и сумел заработать неплохие деньги. При этом он усердно работал по 18 часов в день. Но актёр понимал, что продавец и звезда кино — это не одно и то же. Поэтому он вернулся в Нью-Йорк.

### Начало карьеры в кино
Свою первую роль (эпизодическую) Вин Дизель исполнил в 1990 году в драме Пенни Маршалл «Пробуждение». Актёр, сыгравший неприметную роль санитара, даже не был указан в титрах. А сам фильм позже был номинирован на премию «Оскар».
Тогда же мать подарила Дизелю книгу «Создание фильма стоимостью не дороже старенького авто», написанную Риком Шмидтом. Этим она хотела показать сыну, что фильм можно снять своими силами за небольшие деньги. После прочтения книги, актёр начал писать сценарий для полнометражной ленты «Бродяги». Но вскоре понял, что не в силах закончить работу. Поэтому он переключился на что-то более простое, решив снять короткометражку. В 1995 году за несколько дней Вин Дизель написал сценарий и снял фильм «Многоликий» под музыку, написанную им же. Картина была близка по духу актёру и посвящена разнообразию культур и индивидуальности личности. Вин Дизель исполнил главную роль в фильме и выступил его продюсером, затратив на производство 3000 долларов. Во время съёмок актёр получал много упрёков и негативных откликов со стороны окружающих, поэтому не завершил окончательную версию фильма и отложил его на неопределённый срок. Благодаря поддержке отчима Вин закончил короткометражку. Немного позже она была показана группе примерно из 200 человек в одном из кинотеатров Манхэттена. Фильм получил положительные отзывы и был показан на Каннском кинофестивале в мае 1995 года. Через 4 года, 17 августа 1999 года, фильм вышел в США на DVD.
Именно благодаря успеху «Многоликого» Вин Дизель вернулся в Лос-Анджелес, где принялся работать телепродавцом и копить деньги на экранизацию картины «Бродяги». В 1996 году после 8 месяцев усердной работы он и его друг Джон Сейл накопили более 50 тысяч долларов, что позволило им приступить к съёмкам фильма. Вин Дизель исполнил главную роль в фильме. В начале 1997 года — 18 января, фильм «Бродяги» был показан на кинофестивале «Сандэнс». Картина получила положительные отзывы, поэтому у Вина появились дополнительные средства для раскрутки фильма. Однако продажи были небольшими (в США на DVD фильм вышел спустя почти 11 лет — 15 января 2008 года). Поэтому, испытывая недостаток средств, Вин Дизель вернулся в Нью-Йорк.
Скоро с Вином Дизелем связался один из агентов Стивена Спилберга, который заметил начинающего актёра после премьеры фильма «Бродяги» на фестивале. Оказалось, что знаменитый режиссёр хотел лично встретиться с ним. После беседы Стивен Спилберг пригласил Дизеля сняться в фильме «Спасти рядового Райана» о Второй мировой войне с Томом Хэнксом в одной из главных ролей. Это был первый опыт Вина в большом кино. Во время съёмок он ходил со своей видеокамерой и снимал всё происходящее, что очень впечатлило Стивена Спилберга. По сценарию, написанному специально для Вина Дизеля, актёр исполнил в картине второстепенную роль — рядового Адриана Капарзо, которого убили в первой половине фильма. Премьера фильма состоялась 24 июля 1998 года и за всё время проката собрал почти 500 миллионов долларов. В начале 1999 года картина получила 11 номинаций на премию «Оскар», пять из которых выиграла. Стивен Спилберг стал лауреатом как «Лучший режиссёр». Вин Дизель вместе со своими партнёрами по фильму, исполнителями главных ролей, был номинирован на премию Гильдии киноактёров США в категории «Лучшее исполнение ролей группой актёров».
В 1999 году вышел мультфильм «Стальной гигант», снятый режиссёром Брэдом Бёрдом и рассказывающий о добром, но не понятом людьми из-за своих гигантских размеров роботе. Вин Дизель озвучил главного героя этой картины опять же благодаря успеху его фильма «Бродяги»: на фестивале «Сандэнс» его заметила одна из женщин, которая работала на Брэда Бёрда и помогала ему в осуществлении кастинга. Она предложила Вину Дизелю пройти прослушивание перед съёмками мультфильма. В итоге он обошёл многих известных голливудских актёров и принял участие в картине. Мультфильм был тепло принят зрителями, но провалился в прокате, собрав 23 млн $ против 70 млн $, затраченных на производство, из-за слабой рекламной кампании Warner Brothers перед премьерой.

### Признание
В начале 2000 года вышло сразу две картины с участием Вина Дизеля. 30 января на кинофестивале «Сандэнс» состоялась премьера фильма Бена Янгера «Бойлерная», где актёр снялся в относительно небольшой роли брокера Криса Варика. В это же время на американском телевидении был показан фильм «Чёрная дыра», где Вин Дизель сыграл Риддика.
18 февраля 2000 года на экраны вышла фантастическая картина «Чёрная дыра», где актёр исполнил главную роль. По сюжету фильма группа космических путешественников в результате аварии попала на неизвестную планету, где обитали злобные чудовища, выползавшие на поверхность в ночь, наступавшую раз в десятилетия. Вин Дизель сыграл роль уголовника Ричарда Б. Риддика, умевшего видеть в темноте и ставшего единственной надеждой на спасение выживших людей. Тем не менее съёмки проходили для актёра непросто — он чуть не вывихнул плечо, а из-за специальных контактных линз, делавших его глаза светящимися в темноте, повредил себе глаз. После ему пришлось проходить курс реабилитации в больнице. В итоге фильму с бюджетом в 23 миллиона долларов удалось более чем в 2 раза превысить сборы над затратами.
2001 год закрепил успех Вина Дизеля. 18 июня на американские экраны вышел боевик «Форсаж» режиссёра Роба Коэна, где актёр сыграл роль Доминика Торетто, главаря банды уличных гонщиков, занимающихся мелким разбоем. Также одну из главных ролей исполнил тогда ещё неизвестный Пол Уокер. Из-за того, что сценарий фильма был написан на основе материала, опубликованного в журнале «Vide» и рассказывающего о гонках, которые нелегально проводятся в Лос-Анджелесе, Вину Дизелю перед съёмками пришлось отправиться в этот город, чтобы самому всё увидеть. Помимо этого, актёр прошёл специальную подготовку в школе каскадёров. Такой подход к съёмкам не только актёров, но и режиссёра, сумевшего достойно подобрать музыку и качественно снять все сцены погони и трюков, позволил сборам фильма в несколько раз превзойти средства, затраченные на его производство. В 2002 году на церемонии награждения премией канала «MTV» Вин Дизель и Пол Уокер удостоились награды в номинации «Лучшая экранная команда». Помимо этого Вин Дизель был номинирован в категории «Лучшая мужская роль», но проиграл Уиллу Смиту, который сыграл в фильме «Али».
Благодаря успеху картины Вин Дизель получил свой первый гонорар в несколько миллионов долларов, поэтому его кандидатура на роль в продолжении фильма оказалась под вопросом, так как представители компании Universal Pictures считали, что главным в фильме было не участие Вина, а большое количество машин и погонь. Из-за этого компания настаивала на «дешёвом» возвращении актёра в сиквел. Но не надеясь на это запустила в разработку сразу два сценария: один — с участием Вина Дизеля, а другой — с Полом Уокером в главной роли. 30 апреля 2002 года Вин Дизель официально отказался от участия в проекте. Вслед за ним ушёл и Роб Коэн, не представлявший фильм без него. Летом 2003 года вышел фильм режиссёра Джона Синглтона «Двойной форсаж», с бюджетом в 76 млн $, который превзошёл успех первой части, собрав в прокате 236 млн $.

### Продолжение карьеры
В конце 2001 года в Италии состоялась премьера фильма «Вышибалы», производство которого было начато в 1999 году, однако выход картины несколько раз откладывался. В других странах фильм вышел на широкие экраны только в 2002 году. Вин Дизель исполнил роль Тэйлора Риза, друга сына одного из влиятельных мафиозных боссов Бруклина.
9 августа 2002 года в США и Канаде вышел боевик «Три икса» (англ. xXx) режиссёра Роба Коэна (в России на полтора месяца позже — 18 сентября). Вин Дизель исполнил роль Ксандера Кейджа — экстремального супергероя, слегка похожего на Джеймса Бонда. Сами съёмки фильма проходили в конце 2001 года в Лос-Анджелесе и Праге, а бюджет картины, изначально определённый в 70 млн $ вырос до 120 млн $ за счёт проведённого компанией Columbia Pictures маркетинга. Участие Вина Дизеля в начале было под сомнением из-за слишком большого гонорара в 10 млн $, запрошенного им. Предполагалось на главную роль пригласить Юэна Макгрегора. Но Роб Коэн настоял на том, чтобы именно Вин Дизель снимался в фильме. К тому же актёр выступил и как исполнительный продюсер картины. В 2003 году актёр был номинирован на премию канала «MTV» в категории «Лучшая мужская роль».
Следующей работой Вина Дизеля стал фильм «Одиночка», вышедший на экраны 4 апреля 2003 года. Актёр сыграл Шона Веттера, одного из агентов отдела по борьбе с наркотиками, а также выступил как исполнительный продюсер картины. У Вина Дизеля даже была договорённость с New Line Cinema о том, что если картина оправдает себя в прокате, то он примет участие в сиквеле. Но фильм не собрал даже 54 млн $, затраченных на его производство.
В октябре 2003 года стало известно о том, что Вин Дизель не будет сниматься в сиквеле фильма «Три икса». Его место занял Айс Кьюб, а режиссёром второй части был назначен Ли Тамахори. Вин Дизель сосредоточился на фильме «Хроники Риддика» режиссёра Дэвида Туи — продолжении фантастического боевика «Чёрная дыра». Съёмки несколько раз начинались в 2002 году, но по некоторым причинам срывались. Официально съёмки стартовали 9 июня 2003 года в Ванкувере и закончились в октябре того же года. Фильм имел несколько рабочих названий, среди которых были «Риддик» и «Чёрная дыра 2: Хроники Риддика». Вин Дизель также стал продюсером картины. «Хроники Риддика» вышли в прокат 11 июня 2004 года. Прокат фильма был не очень успешным — сборы покрыли средства, затраченные на производство. Мнения критиков и зрителей по поводу фильма разделились примерно поровну: одни считали его достойным продолжением «Чёрной дыры», а другие — неудачным. В 2005 году Вин Дизель получил номинацию «Худшая мужская роль» на премию «Золотая малина».
Также в 2004 году одновременно с картиной «Хроники Риддика» вышли мультфильм «Хроники Риддика: Тёмная ярость» и игра The Chronicles of Riddick: Escape from Butcher Bay, где Вин Дизель озвучил Риддика. В 2005 году игра удостоилась премии канала «MTV» в номинации «Лучшая видеоигра по мотивам кинофильма».
В 2005 году Вин Дизель сыграл в фильме несвойственного ему жанра — семейной комедии «Лысый нянька: Спецзадание». Актёр исполнил роль Шэйна Вулфа — бывшего морского пехотинца, охранявшего работающего на правительство учёного и пятерых его детей. Прокат фильма оказался успешным: ему удалось преодолеть затраты на производство и собрать около 200 миллионов долларов.
В 2006 году вышли две картины с участием актёра. В первой из них — комедийной драме «Признайте меня виновным» Сидни Люмета, показанной на международном Берлинском кинофестивале 16 февраля 2006 года, Вин Дизель сыграл роль гангстера Джеки ДиНоршио. А 16 июня в США состоялась премьера третьей части форсажа — «Тройной форсаж: Токийский дрифт». До этого прошли слухи о том, что Вин Дизель вновь сыграет одну из главных ролей. Но в центре сюжета оказался Шон Босуэлл, которого сыграл Лукас Блэк. Вин Дизель появился только в самом конце фильма в эпизодической роли. Он не был указан в титрах.
В 2007 году Вин Дизель взял перерыв в своей актёрской карьере. Хотя ещё в июне 2005 года было объявлено о том, что актёр исполнит роль Хитмэна в одноимённом фильме по популярной компьютерной игре. Но в конце 2006 года Вин Дизель отказался от участия в проекте, и его место занял Тимоти Олифант. Фильм вышел на экраны 21 ноября 2007 года. Режиссёром стал Ксавьер Генс, а Вин Дизель выступил в качестве исполнительного продюсера.
Одной из причин, по которой Вин Дизель отказался от роли Хитмэна, так подходившей ему по мнению многих зрителей, являлось то, что он был занят съёмками в крупнобюджетном фантастическом боевике «Вавилон нашей эры» режиссёра Матьё Кассовица, снятого совместно США и Францией. С 19 ноября 2007 года фильм находился в стадии постпродакшна. Актёр исполнил роль Туропа — наёмника, нанятого для сопровождения молодой женщины из России в Америку и не догадывающегося, что она не человек, а искусственно взрощённый клон с искусственным интеллектом и при том беременной двумя зародышами нового вида человека, которых хочет заполучить к себе глава крупной корпорации. Премьера фильма в США была назначена на 29 августа 2008 года. Фильм стал серьёзным коммерческим провалом, не окупив и половины бюджета.

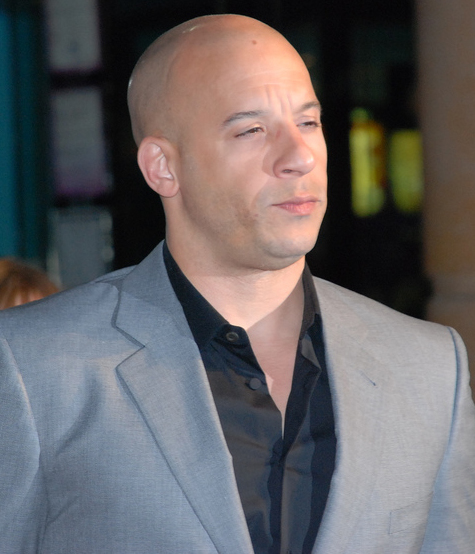
Вин Дизель в 2009 году на премьере фильма «Форсаж 4»

9 апреля 2009 года вышел криминальный боевик «Форсаж 4» режиссёра Джастина Лина, где главные роли исполнили Вин Дизель, Пол Уокер и Джордана Брюстер. Съёмки начались 21 ноября 2007 года. Они проходили в Лос-Анджелесе, Мексике и Доминиканской Республике. Вин Дизель выступил продюсером картины. До этого на экраны вышла промодрама «Бандиты» — предыстория фильма «Форсаж 4». Съёмки фильма также проходили в Доминиканской республике, таким образом актёр внёс вклад в кинематограф этой страны. Этот короткометражный боевик был снят Вином Дизелем, как своего рода рекламный ход, для раскрутки продолжения серии фильмов «Форсаж». Картина рассказывает о том, как главные герои познакомились и о начале их криминальной карьеры по ограблению автоцистерн, перевозящих горюче-смазочные материалы.
Помимо этого, 17 января 2008 года официально был анонсирован исторический фильм «Ганнибал — завоеватель», который собирался снять сам актёр, сыграв при этом главную роль Ганнибала Барка — одного из величайших полководцев древности. Эту картину Вин Дизель мечтал снять уже давно. Первые слухи появились ещё в 2003 году. Были проблемы с бюджетом, который вырос до 210 миллионов долларов, а в 2006 году актёр посетил Испанию для подробного изучения мест съёмок.
В 2010 году началась работа над фильмом «Форсаж 5». В сюжет вернулись все герои команды Доминика Торетто. Съёмки проходили в Рио-де-Жанейро. Мировая премьера фильма состоялась 15 апреля 2011 года в Рио-де-Жанейро. Вин Дизель выступил продюсером картины.
Через 2 года вышел следующий фильм — «Форсаж 6», ставший продолжением «Форсажа 5». Съёмки проходили в основном на территории Великобритании, а также в Лос-Анджелесе, Глазго и на Канарских островах. Вин Дизель снова сыграл одну из главных ролей, и выступил одним из продюсеров. 7 мая 2013 года в Лондоне состоялась мировая премьера. В сентябре 2013 начались съёмки Форсажа 7. Однако в ноябре съёмки прекратились в связи с гибелью актёра Пола Уокера. Работа над фильмом остановилась и была возобновлена позже — весной 2014 года. Фильм вышел 9 апреля 2015 года. В апреле 2015 года после выхода Форсажа 7 он анонсировал выход следующего фильма — Форсаж 8 на 14 апреля 2017 года.
Вин Дизель является обладателем звезды на Голливудской Аллее славы.

### Личная жизнь
На съёмках фильма «Форсаж» в 2001 году Вин Дизель сблизился с актрисой Мишель Родригес, тоже принимавшей участие в картине. Они влюбились друг в друга, и в течение нескольких месяцев их роман был безупречным. Вскоре их отношения были разорваны по причинам, в основном исходившим от Мишель Родригес, которая считала, что они не подходят друг другу. Вин Дизель спокойно перенёс разрыв.
Следующей девушкой актёра была чешская модель Павла Харбкова, которая исполнила эпизодическую роль в боевике «Три икса». Их отношения завязались после выхода фильма в 2002 году. Но, как и прошлый роман, этот оказался недолгим. Причиной разрыва послужили частые поездки актёра на съёмки.
2 апреля 2008 года Вин Дизель стал отцом. Его подруга, мексиканская фотомодель Палома Хименес родила ему дочь Ханию Райли. В сентябре 2010 года у Паломы и Вина родился сын Винсент Синклер. 16 марта 2015 года родилась вторая дочь, которую назвали Полин в честь погибшего Пола Уокера.

## Инциденты
В декабре 2023 года Аста Джонассон обвинила Вина Дизеля в сексуальном насилии, которое произошло в 2010 году в номере отеля в городе Атланта (штат Джорджия), когда она работала ассистенткой актёра. Вин Дизель отвергает обвинения в свой адрес.

## Фильмография

### Актёр

#### Фильмы и сериалы
| Год       |     | Русское название                                         | Оригинальное название                       | Роль                   |
| --------- | --- | -------------------------------------------------------- | ------------------------------------------- | ---------------------- |
| 1990      | ф   | Пробуждение                                              | Awakenings                                  | санитар                |
| 1997      | ф   | Бродяги                                                  | Strays                                      | Рик                    |
| 1998      | ф   | Спасти рядового Райана                                   | Saving Private Ryan                         | рядовой Адриан Капарзо |
| 1999      | мф  | Стальной гигант                                          | The Iron Giant                              | Стальной гигант        |
| 1999      | кор | Многоликий                                               | Multi-Facial                                | Майк                   |
| 2000      | ф   | Бойлерная                                                | Boiler Room                                 | Крис Варик             |
| 2000      | ф   | Чёрная дыра                                              | Pitch Black                                 | Риддик                 |
| 2001-2026 | ф   | Форсаж—Форсаж 11                                         | The Fast and the Furious 1-11               | Доминик Торетто        |
| 2001      | ф   | Вышибалы                                                 | Knockaround Guys                            | Тэйлор Риз             |
| 2002      | ф   | Три икса                                                 | xXx                                         | Ксандер Кейдж          |
| 2003      | ф   | Одиночка                                                 | A Man Apart                                 | Шон Веттер             |
| 2004      | ф   | Хроники Риддика                                          | The Chronicles of Riddick                   | Риддик                 |
| 2005      | ф   | Лысый нянька: Спецзадание                                | The Pacifier                                | Шэйн Вулф              |
| 2006      | ф   | Признайте меня виновным                                  | Find Me Guilty                              | Джеки Динорцио         |
| 2006      | ф   | Тройной форсаж: Токийский дрифт                          | The Fast and the Furious: Tokyo Drift       | Доминик Торетто        |
| 2008      | ф   | Вавилон нашей эры                                        | Babylon A.D.                                | Туроп                  |
| 2009      | ф   | Форсаж 4                                                 | Fast & Furious                              | Доминик Торетто        |
| 2009      | кор | Бандиты                                                  | Los Bandoleros                              | Доминик Торетто        |
| 2011      | ф   | Форсаж 5                                                 | Fast Five                                   | Доминик Торетто        |
| 2013      | ф   | Форсаж 6                                                 | Fast & Furious 6                            | Доминик Торетто        |
| 2013      | мф  | Риддик: Удар в спину                                     | The Chronicles of Riddick                   | Риддик                 |
| 2013      | ф   | Риддик                                                   | Riddick                                     | Риддик                 |
| 2014      | ф   | Стражи Галактики                                         | Guardians of the Galaxy                     | Грут                   |
| 2015      | ф   | Форсаж 7                                                 | Furious 7                                   | Доминик Торетто        |
| 2015      | кор | Форсаж: Перегрузка                                       | Fast & Furious: Supercharged                | Доминик Торетто        |
| 2015      | ф   | Последний охотник на ведьм                               | The Last Witch Hunter                       | Колдер                 |
| 2016      | ф   | Долгая прогулка Билли Линна в перерыве футбольного матча | Billy Lynn's Long Halftime Walk             | Шрум                   |
| 2017      | ф   | Три икса: Мировое господство                             | xXx: Return of Xander Cage                  | Ксандер Кейдж          |
| 2017      | ф   | Форсаж 8                                                 | The Fate of the Furious                     | Доминик Торетто        |
| 2017      | ф   | Стражи Галактики. Часть 2                                | Guardians of the Galaxy Vol. 2              | малыш Грут             |
| 2018      | ф   | Мстители: Война бесконечности                            | Avengers: Infinity War                      | Грут                   |
| 2018      | мф  | Ральф против интернета                                   | Ralph Breaks the Internet                   | малыш Грут             |
| 2019      | ф   | Мстители: Финал                                          | Avengers: Endgame                           | Грут                   |
| 2019      | мс  | Форсаж: Шпионы-гонщики                                   | Fast & Furious Spy Racers                   | Доминик Торетто        |
| 2020      | ф   | Бладшот                                                  | Bloodshot                                   | Рэй Гаррисон / Бладшот |
| 2021      | ф   | Форсаж 9                                                 | F9                                          | Доминик Торетто        |
| 2022      | ф   | Тор: Любовь и гром                                       | Thor: Love and Thunder                      | Грут                   |
| 2022      | мс  | Я есть Грут                                              | I Am Groot                                  | малыш Грут             |
| 2022      | тф  | Стражи Галактики: Праздничный спецвыпуск                 | The Guardians of the Galaxy Holiday Special | Грут                   |
| 2022      | мс  | Арк (постпроизводство)                                   | Ark: The Animated Series                    | Сантьяго               |
| 2023      | ф   | Стражи Галактики. Часть 3                                | Guardians of the Galaxy Vol. 3              | Грут                   |
| 2023      | ф   | Форсаж 10                                                | Fast X                                      | Доминик Торетто        |
| 2027      | ф   | Форсаж 11                                                | Fast X: Part 2                              | Доминик Торетто        |
| TBA       | ф   | Хроники Риддика: Фурия                                   | Riddick: Furya                              | Риддик                 |

### За кадром
- 1997 — Бродяги / Strays — режиссёр, сценарист, продюсер
- 1999 — Многоликий / Multi-Facial — режиссёр, сценарист, продюсер
- 2002 — Три икса / xXx — исполнительный продюсер
- 2003 — Одиночка / A Man Apart — продюсер
- 2004 — Хроники Риддика / The Chronicles of Riddick — продюсер
- 2007 — Хитмэн / Hitman — исполнительный продюсер
- 2009 — Форсаж 4 / Fast & Furious — продюсер
- 2009 — Бандиты / Los Bandoleros — режиссёр, сценарист, продюсер
- 2011 — Форсаж 5 / Fast Five — продюсер
- 2012 — За канатами / The Ropes (телесериал) — режиссёр, сценарист, исполнительный продюсер
- 2012 — Герой войны / A War Hero (документальный фильм) — исполнительный продюсер
- 2013 — Форсаж 6 / Fast & Furious 6 — продюсер
- 2013 — Риддик / Riddick — продюсер
- 2014 — Жизнь — это мечта / Life Is a Dream (документальный фильм) — исполнительный продюсер
- 2015 — Форсаж 7 / Furious 7 — продюсер
- 2015 — Последний охотник на ведьм / The Last Witch Hunter — продюсер
- 2017 — Три икса: Мировое господство / xXx: Return of Xander Cage — продюсер
- 2017 — Форсаж 8 / The Fate of the Furious — продюсер
- 2018 — Завоюй любовь Кристи / Get Christie Love — исполнительный продюсер
- 2019—2020 — Форсаж: Шпионы-гонщики / Fast & Furious Spy Racers (мультсериал) — исполнительный продюсер
- 2020 — Бладшот / Bloodshot — продюсер
- 2021 — Форсаж 9 / F9 — продюсер
- 2022 — Арк (мультсериал) / Ark: The Animated Series — исполнительный продюсер
- 2023 — Форсаж 10 / Fast X — продюсер

## Игровая индустрия
Вин Дизель, поклонник компьютерных игр, в 2002 году основал компанию Tigon Studios по разработке компьютерных игр с участием своих персонажей. «Tigon Studios» разрабатывает игры в сотрудничестве с другими разработчиками. При этом во всех её играх протагонист имеет внешность Дизеля и озвучивается им.

## Награды и номинации
Вин Дизель имеет 7 наград и 26 номинаций в области кино. Основные награды и номинации:

### Награды
- MTV Movie Awards
  - 2002 — Лучшая экранная команда, за фильм «Форсаж»

### Номинации
- Премия «Золотая малина»
  - 2004 — Худшая мужская роль, за фильм «Хроники Риддика»
- MTV Movie Awards
  - 2003 — Лучшая мужская роль, за фильм «Три икса»
  - 2002 — Лучшая мужская роль, за фильм «Форсаж»
- Премия Гильдии киноактёров
  - 1999 — Лучшее исполнение ролей группой актёров, за фильм «Спасти рядового Райана»